# Derocrepis whiteheadi
Derocrepis whiteheadi es una especie de insecto coleóptero de la familia Chrysomelidae. Fue descrita científicamente en 1998 por Warchalowski.